# José Correia Pacheco e Silva
José Correia Pacheco e Silva (1778 — 1836) foi um político brasileiro.
Foi membro do triunvirato que governou provisoriamente (10 de setembro de 1822 a 9 de janeiro de 1823) a província de São Paulo logo após a independência do Brasil.